# Georgios Bartzokas
Georgios Bartzokas (em grego:  Γιώργος Μπαρτζώκας) (Atenas, 11 de junho de 1965) é um ex-basquetebolista grego, atualmente está na carreira de treinador à frente do BC Khimki que disputa a Liga Unida Russa e a EuroLiga.

## Carreira
Como jogador Bartzokas defendeu o Maroussi BC entre os anos de 1981-1992 quando aos 27 anos foi forçado encerrar sua carreira como jogador em virtude de seguidos problemas nos seus joelhos.

### Carreira como treinador
- 2003-2006  Maroussi (assistente)
- 2006-2009  Larissa
- 2009-2010  Maroussi
- 2010-2012  Panionios
- 2012-2014  Olympiacos
- 2015-2016  Lokomotiv Kuban
- 2016-2017  FC Barcelona
- 2017-atual  BC Khimki

Fonte:euroleague.net

### Conquistas com clube
- Olympiacos
  - Campeão da Euroliga de 2012-13
  - Campeão da Copa Intercontinental de 2013

### Prêmios individuais
- Melhor treinador da Liga Grega na temporada 2010
- Prêmio Alexsander Gomelski de melhor treinador da EuroLiga em 2013